# Gwenllian ferch Gruffydd
Gwenllian ferch Gruffydd, född 1097, död 1136, var en walesisk furstinna, gift med furst Gruffydd ap Rhys av Deheubarth. Hon är berömd för sitt deltagande i kriget mot normanderna. Då normandiska arméer attackerade Deheubarth under makens frånvaro 1136, samlade och ledde hon själv en walesisk armé i försvar. Hon tillfångatogs efter ett slag vid Kidwelly Castle och halshöggs. 